# Mexicánicos
Mexicánicos es una serie de televisión transmitida en México y otros países de Latinoamérica por la cadena Discovery Channel y Discovery Turbo, producida y hecha en el mismo país.

## Sinopsis
Mexicánicos es un programa que enfoca a las restauraciones de automóviles que realiza el empresario y mecánico mexicano Martín Vaca; más conocido como "La Vaca" que se hace en su Taller conocido como "VA-K Innovation".
En las emisiones del programa se muestra el proceso de la restauración que se realiza en el taller, desde la modificación de un vehículo o hasta la creación de un vehículo. 
En las transmisiones se hacen conversiones o restauraciones a celebridades, políticos, negocios y empresarios mexicanos. 

## Conversiones conocidas

### El Gran Rojito
En un episodio el Grupo Industrial Saltillo le pidió a Vaca Becerro que restaurara al Gran Rojito, un vehículo de Bomberos de la marca Ford modeló 1951, restaurándolo como si fuera un vehículo nuevo.  

### Mustang De Los Elizalde
En el episodio 2 de la primera temporada, Francisco Elizalde le llevaría a Martín Vaca Becerro un Mustang que era propiedad de su hermano Valentín Elizalde que tenían arrumbado y que quería restaurarlo para hacerle un tributo al Gallo de Oro por su fallecimiento. 

### Chile Bus
En 2 episodios una empresa de Tequila le pediría a Martin que hiciera dos vehículos con forma de chile. El primer vehículo sería un Chile Bus Rojo  y el segundo vehículo sería un Chile Bus Guero. 

### Calandrias Eléctricas
En un episodio el Gobernador del Estado de Jalisco Aristóteles Sandoval y el presidente Municipal de Guadalajara Enrique Alfaro Ramírez le pudieron que hiciera varias calandrias motorizadas para sustituir las calandrias que necesitan caballos. 

### Carroza Cadillac 1930
En un episodio del año 2020 la empresa Funeraria J. García López le pidió a Martín Vaca que hiciera una réplica de una Carroza Cadillac del año 1930, carroza que en la actualidad esta en circulación y ha transportado a artistas fallecidos en este vehículo como al cantante mexicano José José. 

### Vakanic
En un episodio del año 2014, un cliente llegaría al taller de Vaca para hacer un proyecto especial, quería una Limosina con forma de Barco y Vaca lo haría similar al Titanic, para lo cual cambió el nombre a Vakanic, después sería adquirido por Martin Vaca para usarlo en su empresa Vaca Limousines, usada actualmente por su propia empresa en recorridos y tours.  

### Moto Carroza
En un episodio el Empresario Manuel Corral propietario de Funeraria La Paz en Monclova le pediría a Vaca que hiciera un proyecto especial para su Agencia Funeral, haciendo una Moto Carroza con el afan de modernizar los servicios funerarios de esa empresa. 

### Moto De La Virgen Del Favor
En un episodio unas personas le pedirían a Martín Vaca que les hiciera una moto con altar para transportar a la Virgen Del Favor en Hostotipaquillo, Jalisco, pidiéndole a Martín que el fuera la persona que llevara a la virgen en su recorrido.  

## Locaciones
El programa de Mexicánicos es grabado en las instalaciones de VA-K Innovation taller de Laminado y Pintura propiedad de Martín Vaca. El taller está ubicado en la Colonia Granjas Providencia en el Municipio de Tlajomulco de Zúñiga, Jalisco. 

## Versiones

### Mexicánicos (HBO Max)
Mexicánicos es una serie donde nos sumergimos en la rutina de un Taller de conversiones de carros en México. 

### Mexicánicos: Celebridades
En esta edición Martín Vaca cumpliría el sueño de varias celebridades al remodelar sus autos y dejándolos como ellos siempre han querido. Las celebridades invitadas fueron: 
- Miguel Layún
- Marisol González
- Rafa Márquez
- Faisy
- Edgar Vivar
- Entre otros.

### Mexicanicos: Sin Fronteras
En 2022 Warner Bros. Discovery daría a conocer una nueva edición de Mexicánicos la cual sería fuera del Taller; Una edición donde Martín Vaca recorrería Estados Unidos de América en busca de Talleres con lo último en diseño de renovación y modificación vehicular, siendo estrenada en Discovery Channel en su sección Martes De Motor. 

### Mexicánicos: Salvando La Navidad
Mexicánicos: Salvando La Navidad es un capítulo especial para la temporada navideña en el cual Santa Claus le pide a Martin que le reparé su Trineo debido a que se le descompuso en un Accidente, pidiendole que lo haga en menos de 24 Horas para poder culminar con la entrega de los Juguetes en todo el Mundo. El episodio saldría el día 19 de diciembre de 2023 en Discovery Channel y en la Plataforma HBO Max. 